# Jasmona
La jasmona es un compuesto orgánico, que es una parte volátil del aceite de las flores de jazmín. Es un líquido incoloro a amarillo pálido. La jasmona puede existir en dos formas isoméricas con diferente geometría alrededor del doble enlace pentenilo, cis-jasmona y trans-jasmon. El extracto natural contiene solo la forma cis, mientras que el material sintético suele ser una mezcla de ambos, predominando la forma cis. Ambas formas tienen olores y propiedades químicas similares. Su estructura fue deducida por Lavoslav Ružička.
Algunas plantas producen jasmona mediante el metabolismo del ácido jasmónico, a través de una descarboxilación.<ref>Paulina Dąbrowska, Wilhelm Boland "iso-OPDA: An Early Precursor of cis-Jasmone in Plants?" ChemBioChem 2007, Volume 8, pages 2281–2285. doi 10.1002/cbic.200700464</ref Puede actuar como atrayente o repelente de varios insectos. Comercialmente, el jazmín se usa principalmente en perfumes y cosméticos.